# Gruškovec
Gruškovec – wieś w Słowenii, w gminie Cirkulane. W 2018 roku liczyła 136 mieszkańców.